# Pierre Brannefors
Pierre Brannefors (ur. 30 grudnia 1962 w Göteborgu, zm. 21 sierpnia 2019) – szwedzki żużlowiec.
Złoty medalista indywidualnych mistrzostw Szwecji młodzików (1977). Złoty medalista młodzieżowych indywidualnych mistrzostw Szwecji (Karlstad 1980). Czterokrotny medalista mistrzostw Szwecji par klubowych: dwukrotnie złoty (1983, 1984), srebrny (1985) oraz brązowy (1986). Pięciokrotny medalista drużynowych mistrzostw Szwecji: srebrny (1984) oraz czterokrotnie brązowy (1983, 1985, 1986, 1987). Czterokrotny finalista indywidualnych mistrzostw Szwecji (najlepszy wynik: Karlstad 1984 – V miejsce).
Reprezentant Szwecji na arenie międzynarodowej. Finalista mistrzostw świata par (Göteborg 1983 – V miejsce). Finalista drużynowych mistrzostw świata (Long Beach 1985 – IV miejsce). Wielokrotny uczestnik eliminacji indywidualnych mistrzostw świata (najlepszy wynik: Londyn 1983 – XIV miejsce w finale interkontynentalnym).
W lidze szwedzkiej reprezentował barwy klubów: Kaparna Göteborg (1980–1985) oraz Indianerna Kumla (1986–1987), natomiast w brytyjskiej – King’s Lynn Stars (1981) oraz Reading Racers (1983–1984).